# Heinrich al XXVII-lea, Prinț Reuss

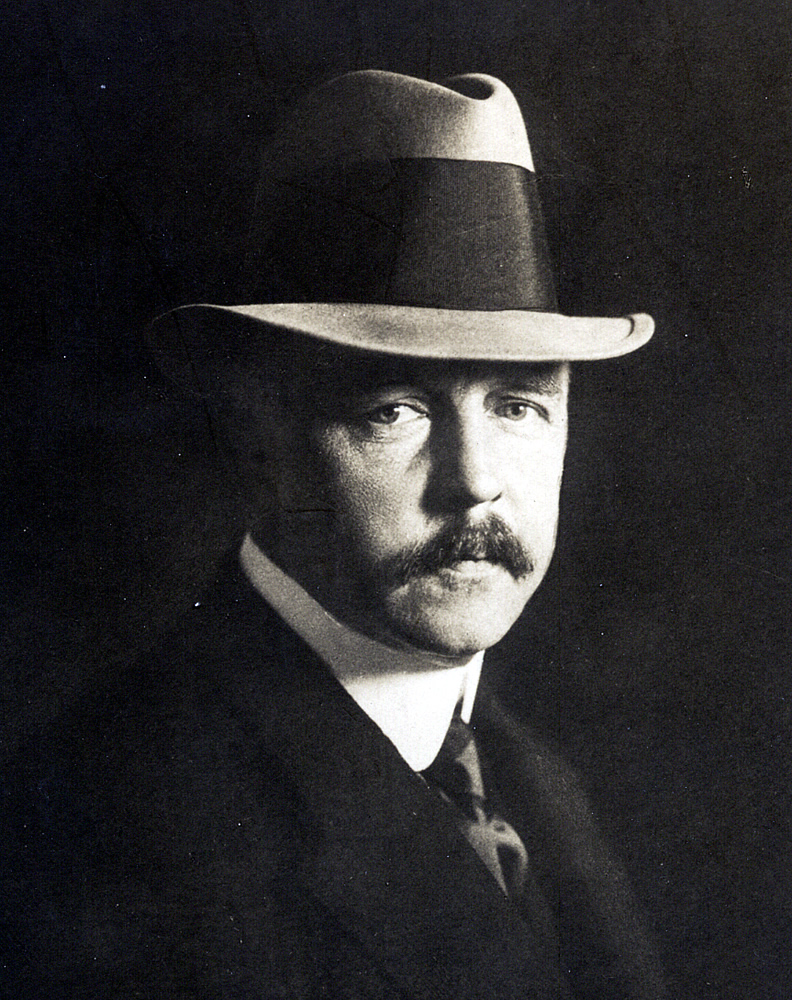
Heinrich al XXVII-lea, Prinț Reuss

Heinrich al XXVII-lea, Prinț Reuss (germană Heinrich XXVII Fürst Reuß jüngere Linie; n. 10 noiembrie 1858, Gera, Prusia - d. 21 noiembrie 1928) a fost ultimul Prinț de Reuss linia tânără care a domnit din 1913 până în 1918. Apoi a devenit șeful Casei de Reuss linia minoră din 1918 până în 1928.

## Biografie

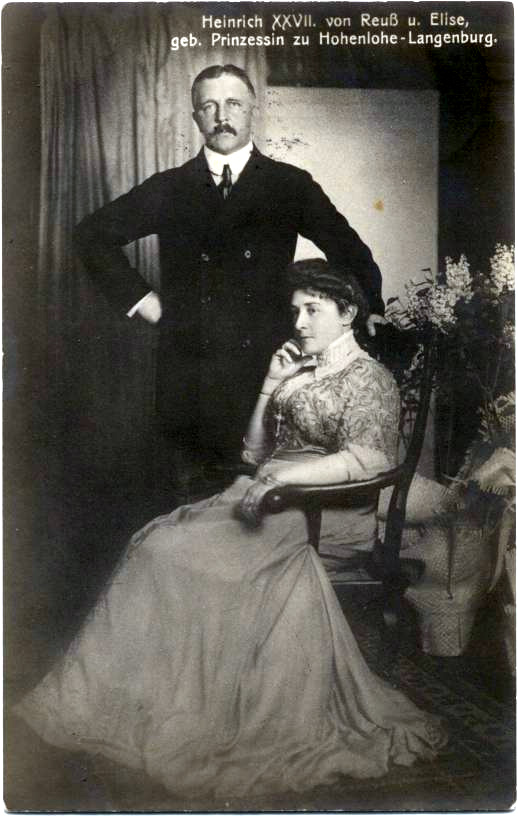
Prințul Heinrich și soția sa

Heinrich al XXVII-lea s-a născut la  Gera, ca fiul cel mare al lui Heinrich al XIV-lea, Prinț Reuss (1832–1913) și a soției acestuia, Ducesa Agnes de Württemberg (1835–1886).
După moartea tatălui său la 29 martie 1913 el a moștenit tronul principatului. S-a căsătorit la 11 noiembrie 1884 la Langenburg cu Prințesa Elise de Hohenlohe-Langenburg (1864–1929), fiica cea mare a lui Hermann, Prinț de Hohenlohe-Langenburg și a soției acestuia, Prințesa Leopoldine de Baden.
Au avut cinci copii:
- Prințesa Viktoria Reuss de Schleiz (21 aprilie 1889 – 18 decembrie 1918), căsătorită în 1917 cu Ducele Adolf Friedrich de Mecklenburg-Schwerin, au avit copii.
- Prințesa Luise Reuss de Schleiz (17 iulie 1890 – 12 august 1951).
- Prințul Heinrich XL Reuss de Schleiz (17 septembrie 1891 – 4 noiembrie 1891).
- Prințul Heinrich XLIII Reuss de Schleiz (25 iulie 1893 – 13 mai 1912).
- Heinrich al XLV-lea, Prinț Ereditar de Reuss (13 mai 1895 – 1945).

Prințul Heinrich XXVII a abdicat în 1918 după Revoluția germană din 1918–19, când toate monarhiile germane au fost abolite.